# Деменев Валерій Анатолійович
Вале́рій Анато́лійович Де́менев (1995—2023) — молодший сержант Збройних сил України, учасник російсько-української війни, що відзначився під час російського вторгнення в Україну. Герой України (2025, посмертно).

## Життєпис
Народився 26 жовтня 1995 року в с. Матусів Шполянського району Черкаської області. Згодом сім'я Валерія переїхала в сусіднє с. Мар'янівку, де 1 вересня 2002 року він пішов до першого класу Мар'янівського навчально-виховного комплексу, де навчався до 9 класу. Далі здобував освіту в Київському професійному енергетичному ліцеї за фахом маляра, штукатура. Згодом працював вантажником.
З перших днів російського вторгнення в Україну став до лав Збройних Сил України. Був командиром стрілецького відділення. Із квітня 2022 року брав участь у боях за Луганщину, Донеччину та Харківщину.
Опинившись у подвійному оточенні на Лиманському напрямку, разом з побратимами цілодобово утримував свої позиції. Загинув 24 червня 2023 року, виконуючи бойове завдання, біля с. Лиман Перший Куп'янського району Харківської області.

## Нагороди
- Звання Герой України з удостоєнням ордена «Золота Зірка» (21 лютого 2025, посмертно) — за особисту мужність і героїзм, виявлені у захисті державного суверенітету та територіальної цілісності України, самовіддане служіння Українському народові[3].